# Ninon Abena
Ninon Abena Abena (5 settembre 1994) è una calciatrice camerunese, centrocampista del Louves Minproff e della nazionale camerunese.

## Carriera

### Nazionale
Ninon Abena viene convocata dalla Federazione calcistica del Camerun e inserita in rosa nella nazionale camerunese dopo la storica qualificazione alla fase finale di un campionato mondiale femminile di calcio, quella dell'edizione di Canada 2015. Aggregata alle compagne non marcherà comunque alcune presenza nei tre incontri disputati dalla sua nazionale nella fase a gironi prima della sua eliminazione.
Inserita in rosa dal nuovo Commissario tecnico Joseph Ndoko per la Coppa delle Nazioni Africane di Ghana 2018, condivide il percorso della sua nazionale che la vede approdare alla finalina per il terzo posto, contribuendo a siglare due reti durante la fase finale del torneo, e, dopo aver superato per 4-2 le avversarie del Mali, assicurarsi l'accesso al Mondiale di Francia 2019.